# Ходасевич, Геннадий Васильевич

Геннадий Васильевич Ходасевич — советский хозяйственный, государственный и политический деятель.

## Биография
Родился 26 марта 1930 года. Член КПСС.

Могила Г.В.Ходасевича на кладбище Рубежное г. Самары (октябрь 2021 года)

С 1954 года — на хозяйственной, общественной и политической работе. В 1954—1987 гг. — сменный мастер Сызранского комбайнового завода, второй, первый секретарь Сызранского горкома ЛКСМ, заместитель заведующего отделом пропаганды н агитации, секретарь Куйбышевского обкома ВЛКСМ, заместитель секретаря, секретарь парткома, начальник прутково-профильного, прокатного цехов, заместитель директора по производству, директор Куйбышевского металлургического завода имени В. И. Ленина, второй секретарь Куйбышевского обкома КПСС.
Избирался депутатом Верховного Совета РСФСР 11-го созыва. Делегат XXVII съезда КПСС.
Умер 18 декабря 1993 года. Похоронен на Рубёжном кладбище в Самаре.